# NGC 2492
NGC 2492 este o galaxie lenticulară situată în constelația Gemenii. A fost descoperită în 24 decembrie 1827 de către John Herschel. Se află la o distanță de 93,91 de megaparseci de Pământ.